# Parempuyre
Parempuyre – miejscowość i gmina we Francji, w regionie Nowa Akwitania, w departamencie Żyronda.
Według danych na rok 1990 gminę zamieszkiwało 5481 osób, a gęstość zaludnienia wynosiła 251 osób/km² (wśród 2290 gmin Akwitanii Parempuyre plasuje się na 75. miejscu pod względem liczby ludności, natomiast pod względem powierzchni na miejscu 467.).